# Hundested Kommune
Hundested Kommune i Frederiksborg Amt var stor nok til ikke at blive lagt sammen med andre kommuner under kommunalreformen i 1970.

## Torup
Hundested Kommune bestod af ét sogn, Torup Sogn, som hørte til Strø Herred.
Sognekommunen skiftede navn fra Torup til Hundested i starten af 1960'erne. Den havde 6.278 indbyggere 1. januar 1970, da kommunalreformen trådte i kraft. Byerne Hundested og Torup ligger i kommunen.

## Strukturreformen
Ved strukturreformen i 2007 blev Hundested Kommune lagt sammen med Frederiksværk Kommune. Administrationen kaldte i første omgang den nye kommune Frederiksværk-Hundested Kommune, men efter en afstemning i 2008 fik den navnet Halsnæs Kommune.

## Byer
| Kommunens største byer |           |                   |
| Nr                     | By        | Indbyggere (2025) |
| 1                      | Hundested | 8.590             |
| 2                      | Torup     | 401               |

## Valgresultater
| 6 | 2 | 1 | 1 | 1 |

| 8 | 3 |

| 5 | 3 | 2 | 1 |

| 8 | 3 |

| 5 | 1 | 1 | 3 | 1 |

| 10 |

| 5 | 1 | 4 | 1 |

| 7 | 4 |

| 5 | 1 | 1 | 3 | 1 |

| 8 | 3 |

| 6 | 1 | 1 | 1 | 2 |

| 7 | 4 |

## Borgmestre[3]
| Periode   | Navn              | Parti             |
| --------- | ----------------- | ----------------- |
| 1970-1971 | Bent Sørensen     | Socialdemokratiet |
| 1972-1985 | Ingemann Andersen | Socialdemokratiet |
| 1986-1996 | Bent Sørensen     | Socialdemokratiet |
| 1997-2006 | Hans Schwennesen  | Socialdemokratiet |